# Éric Quintin
Éric Quintin, född den 22 januari 1967 i Aix-en-Provence, Frankrike, är en fransk handbollsspelare.
Han tog OS-brons i herrarnas turnering i samband med de olympiska handbollstävlingarna 1992 i Barcelona.